# Marina Ribeiro Alkatiri

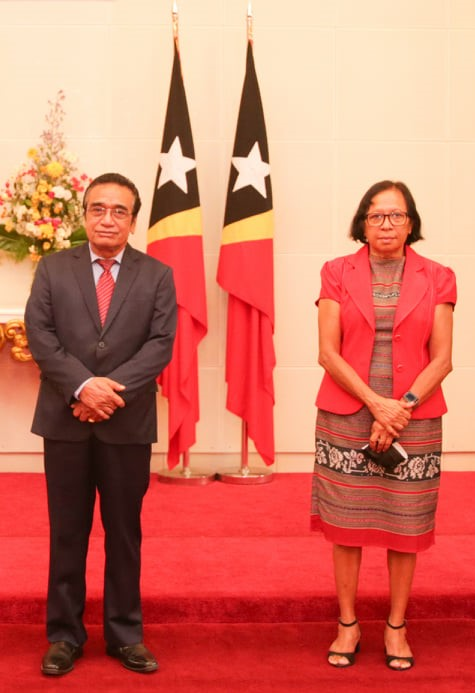
Alkatiri mit Präsident Francisco Guterres (2021)

Marina Ribeiro Alkatiri ist eine osttimoresische Diplomatin.

## Familie
Alkatiri ist die Ehefrau von Marí Alkatiri (Premierminister Osttimors 2002–2006 und 2017–2018). Zusammen haben sie eine Tochter (Nurima Ribeiro Alkatiri) und zwei jüngere Söhne.

## Werdegang
Alkatiri war eine der Bewohnerinnen des Casa dos Timores in Lissabon. Während der indonesischen Besatzung Osttimors (1975–1999) lebte sie mit ihrem Ehemann in Maputo. Mosambik unterstützte Osttimor und die linksorientierte FRETILIN in ihrem Bestreben nach Unabhängigkeit für die ehemalige portugiesische Kolonie. Mosambik gehörte zu den wenigen Staaten, die die Unabhängigkeitserklärung von 1975 bereits anerkannt hatten. Zahlreiche osttimoresische Dissidenten fanden im ostafrikanischen Land Zuflucht.
2002 wurde Osttimor nach drei Jahren Übergangsverwaltung der Vereinten Nationen in die Unabhängigkeit entlassen. Mosambik war das erste Land Afrikas, in dem der südostasiatische Staat eine offizielle Botschaft einrichtete. Sie wurde am 13. April 2004 durch Osttimors Außenminister José Ramos-Horta eröffnet. Marina Ribeiro Alkatiri wurde zunächst Interim-Botschafterin Osttimors, bis sie am 14. April 2009 die offizielle Ernennung und am 24. Juni die offizielle Akkreditierung erhielt. Die Geschäfte der Botschaft wurden zu Beginn vom Privathaus der Alkatiris aus geführt. Alkatiri war auch für Angola und die Republik Südafrika akkreditiert.
2014 wurde Alkatiri von Caetano Guterres als Botschafterin in Mosambik abgelöst. Der Botschafterposten in Südafrika blieb zunächst vakant. Von 2014 bis 2016 koordinierte Alkatiri das Unterstützungsbüro für die rotierende Präsidentschaft der Gemeinschaft der Portugiesischsprachigen Länder (CPLP), die Osttimor zwei Jahre lang innehatte. Am 13. August 2021 erhielt sie die Ernennung zur Ständigen Vertreterin Osttimors bei der Gemeinschaft der Portugiesischsprachigen Länder. 2024 wurde sie hier von Laura Soares Abrantes abgelöst.